# Разгон Центральной рады
Разгон:205 Центральной Рады (иногда называется Ро́спуск Центра́льной ра́ды , также укр. Гетьманський переворот) — прекращение деятельности Центральной рады Украинской Народной Республики германскими оккупационными войсками в апреле 1918 года.
После этого Центральная рада больше не собиралась, и впоследствии гетманом Скоропадским, ставшим авторитарным правителем Украинской державы, все изданные ею законы были отменены.

## Предыстория события
В ночь с 24 на 25 апреля 1918 года из собственной квартиры в Киеве неизвестными лицами был похищен миллионер, глава Русского для внешней торговли банка, член финансовой комиссии Центральной рады Абрам Добрый.
Впоследствии выяснилось, что похищением руководил Александр Осипов — чиновник особых поручений украинского Министерства внутренних дел, личный секретарь начальника политического департамента Украинской народной республики (УНР) Гаевского. Банкира увезли в автомобиле на вокзал Киева и доставили к вагону, стоявшему на запасных путях под охраной сечевых стрельцов, который был прицеплен к обычному пассажирскому поезду на Харьков. Как впоследствии рассказывал сам Добрый, Осипов предложил ему улучшение условий содержания, не исключая освобождение, в обмен на 100 тысяч рублей.
Похищенного было решено разместить в харьковской тюрьме, но директор Холодногорского централа отказался принимать Доброго без ордера на арест и соответствующих сопроводительных документов Министерства внутренних дел УНР. Банкира отвезли в харьковский «Гранд-Отель» и заперли в номере. Там он по требованию вымогателей подписал чек на 100 тысяч рублей.
Германское командование посчитало Осипова исполнителем, а заказчиками преступления объявило министра внутренних дел Центральной рады Михаила Ткаченко, военного министра Центральной рады Александра Жуковского и премьер-министра украинского правительства Всеволода Голубовича. Похищение министрами Рады человека, через банк которого шли финансовые операции оккупационных войск с Рейхсбанком, вызвало возмущение немецкого командующего на Украине Германа фон Эйхгорна. 26 апреля он издал указ, согласно которому все уголовные преступления на территории Украины выборочно могли подлежать германскому военно-полевому суду при сохранении параллельной работы украинской правовой системы. Издание такого приказа вызвало обеспокоенность Голубовича, который через два дня после похищения сказал с трибуны Центральной рады следующее:

Что такое, собственно, господин Добрый? Он, может быть, подданный Германии? Нет, он ни сват, ни кум — он совсем посторонний человек. И вот из-за того, что был похищен этот посторонний человек, который юридически ничем не связан с Германией, который не даёт никаких поводов к тому, чтобы сделать такого колоссального значения приказ, приказ был издан.
Оригинальный текст (укр.)Що таке є власне пан Добрий? Він, може, є підданець Німецької держави? Ні, він ні сват, ні кум, він зовсім постороння людина. І от із-за того, що було похищено цю посторонню людину, яка юридично нічим не зв'язана з Німеччиною, яка не дає ніяких поводів до того, щоби зробити такої колосальної ваги приказ, приказ був виданий.

## Вооружённый разгон заседания
28 апреля 1918 года в зал киевского Педагогического музея, во время вечернего заседания Центральной рады, вошёл вооружённый немецкий патруль и приказал всем участникам заседания поднять руки вверх. Все арестованные были обысканы на предмет наличия оружия, а затем отправлены домой. После этого Рада больше не собиралась.
Участник этого заседания Центральной рады Алексей Гольденвейзер описал события следующим образом:

Министерская ложа была в начале заседания полна, но постепенно большинство министров, в том числе Ткаченко и Жуковский, исчезли. Помню, как поразило меня в этот день осунувшееся лицо Ткаченко и лихорадочный блеск его глаз. Заседание всё продолжалось, приближалось время перерыва, мы начинали уже уставать и около 4 часов дня на трибуне появился Рафес… 
Рафес ещё говорил заключительные фразы своей речи, когда с лестницы донёсся шум, дверь в зал растворилась, и на пороге появились немецкие солдаты. Несколько десятков солдат тотчас вошли в зал. Какой-то фельдфебель (потом выяснилось, что это был чин полевой тайной полиции) подскочил к председательскому креслу и на ломаном русском языке крикнул:
«По распоряжению германского командования, объявляю всех присутствующих арестованными. Руки вверх!»
Солдаты взяли ружья на прицел.
Все присутствующие встали с места и подняли руки… 
Грушевский, смертельно бледный, оставался сидеть на своём председательском месте и единственный во всей зале рук не поднял. Он по-украински говорил что-то немецкому фельдфебелю о неприкосновенности прав «парламе́нта», но тот еле его слушал.
Немец назвал несколько фамилий, в том числе Ткаченко и Жуковского, которые приглашались выступить вперед. Никого из названных в зале не оказалось.
Тогда всем депутатам было предложено перейти в соседнюю комнату; при этом в дверях залы заседания солдаты ощупывали нас, ища оружия.
Мы столпились в указанном нам помещении. Комизм положения невольно настроил всех юмористически. Обсуждали вопрос, что же с нами будет — поведут ли в тюрьму или, может быть, вышлют в концентрационный лагерь?
…
Наше сидение взаперти продолжалось не больше часу. Вдруг двери на лестницу раскрылись, и кто-то грубым и насмешливым тоном крикнул нам:
«Вон! Расходись по домам!»
Мы спустились по лестнице вниз. На улице, у входов в здание рады, стояли броневики и пулемёты. Толпа любопытных глазела на пикантное зрелище.
Мы разошлись по домам…

Журналист газеты «Киевская мысль» С. Сумский в своей книге «Одиннадцать переворотов» так описал это событие:

В помещение рады, то есть высшего украинского законодательного учреждения, во время вечернего заседания, вошёл отряд немецких солдат с офицером во главе, крикнувшим на чистейшем русском языке: «Руки вверх!»
Перепуганные депутаты и министры подняли руки,…  Так украинский парламент с поднятыми руками стоял до тех пор, пока немцы обыскивали министров и депутатов. Затем офицер заявил, что министры Ткаченко, Жуковский и ещё несколько лиц объявляются арестованными, остальные могут уходить. Ткаченко удалось скрыться, а Жуковский был увезён в тюрьму. Немедленно вслед за этим на улицах появились объявления о том, что, по сведениям немецкого командования, похищение Доброго произвели министры Ткаченко, Жуковский и некоторые другие должностные лица. Рядом с этим объявлением красовался новый приказ Эйхгорна, согласно которому лица, виновные в ряде преступлений (похищения, убийства, выступления против немецких войск и властей, нарушения общественного порядка и пр.) предаются немецкому военно-полевому суду. Все собрания без разрешения немецких властей запрещаются. Власти рады пришёл конец не только по существу, но и формально.

Во время заседания были арестованы пятеро членов Центральной рады: министр внутренних дел Ткаченко, военный министр Жуковский, министр иностранных дел Любинский, министр земледелия Ковалевский, директор департамента Министерства внутренних дел Гаевский.
Голубович и другие министры были осуждены немецким военно-полевым судом по обвинению в причастности к уголовному преступлению — похищению человека. Голубович до 16 декабря 1918 года находился в Лукьяновской тюрьме, откуда был освобождён петлюровцами после занятия ими Киева.
Историк И. Чериковер трактовал разгон Центральной рады как произведённый немцами 28 апреля 1918 года государственный переворот.
Профессор Александр Погодин, прибывший в этот период из Харькова в Киев и пытавшийся встретиться с уполномоченными лицами УНР для согласования хозяйственных вопросов, так описывал события после разгона вечернего заседания Центральной рады:

Уже в понедельник, 29 апреля, не было приёма ни у премьер-министра Голубовича, ни у министра внутренних дел Ткаченко. Работа в департаментах ещё продолжалась кое-где, но в других уже был полный паралич.

## Последствия
См. статью Украинская держава
На следующий день после разгона Центральной рады, 29 апреля, в Киеве состоялся съезд хлеборобов, который провозгласил генерала Павла Скоропадского гетманом Украинской державы. Новоизбранный гетман Скоропадский издал грамоту, согласно которой Центральная и Малая рады считались распущенными, а изданные ими законы отменялись.

## Политические оценки события
Очевидец событий, профессор антропологии, этнограф и общественно-политический деятель Н. М. Могилянский в своей работе «Трагедия Украины» одной из причин разгона Центральной рады называл то, что при сохранении в силе её универсала о социализации земли немцы могли не увидеть хлеба, поскольку крестьяне вместо того, чтобы пахать и сеять, стали бы делить землю. Немцам нужен был хлеб, но никак не социализация земли. Хлеб нужно было закупить и вывезти, но, по словам Могилянского, дезорганизация, внесённая Центральной радой и её министерством во все области управления, угрожала решению этой задачи для немцев. Далее он писал следующее:

Наконец, — и это играло не меньшую роль в охлаждении немцев к сепаратистам-«самостийникам», — немцы, которым нельзя отказать в том, что они внимательно изучали общественную среду и обстановку, прозрели в Киеве расчёт «украинизации». В теории, дома, в концентрационных лагерях — это было одно, в Киеве, на реальной украинской почве — они нашли нечто совершенно другое; они увидели то, что их самих привело в немалое изумление. «Russland das verstehe ich, Ukraina das verstehe ich nicht» (Россия — это я понимаю, а Украина — этого я не понимаю), повторял убитый позже в Киеве фельдмаршал Эйхгорн…
…Если ещё нужно беспристрастное свидетельство полного провала идей «украинизации» и «сепаратизма», то следует обратиться к вполне надёжному и беспристрастному свидетельству немцев, которые были заинтересованы углублением «украинизации» для успеха расчленения России. Через два месяца пребывания в Киеве немцы и австрийцы, занимавшие Одессу, посылали обстоятельный доклад в Берлин и Вену в совершенно тождественной редакции. … доклад красноречиво доказывал, что существующее правительство не в состоянии водворить в стране необходимый порядок, что из украинизации практически ничего не выходит, ибо население стремится к русской школе, и всякий украинец, поступающий на службу, хотя бы сторожем на железную дорогу, стремится и говорить, и читать по-русски, а не по-украински. Общий же вывод был тот, что желательно объявить открыто и легально оккупацию края немецкой военной силой. Это было в 20-х числах апреля 1918 года. Да и в практике своей немцы мало внимания и уважения уделили украинскому языку: объявления свои они печатали на русском языке, если учились, то учились русскому, а не украинскому языку и т. д. Пробежав вышеупомянутый документ, я понял, что дни Центральной рады и министерства Голубовича сочтены.

Политический деятель и историк Д. И. Дорошенко давал событиям такую оценку:

Все думали, что… умудрённые несчастием и опытом деятели Центральной рады поймут положение, не будут допускать прежних ошибок, что теперь начнётся разумная государственная работа.. Всем этим чаяниям не суждено было сбыться. Возвратились знакомые лица: Голубович, Грушевский и запели свои старые песни. Они ничему не научились, ничего не забыли. К их обычным приёмам прибавилась только большая самоуверенность, они чувствовали себя победителями. Пошли один за другим нелепые распоряжения, недоразумения, скандалы, и дело закончилось так, как оно и должно было закончиться: строение украинского государства взяли в свои руки другие люди; не прошло и двух месяцев со времени возвращения Центральной рады в Киев…

Генерал А. И. Деникин писал, что «немцы разогнали раду… при обстановке почти анекдотической».